# Breviceps namaquensis
Breviceps namaquensis är en groddjursart som beskrevs av Anne Marie Power 1926. Breviceps namaquensis ingår i släktet Breviceps och familjen Brevicipitidae. Inga underarter finns listade.
Arten når en längd av 30 till 45 mm. Kroppen är ungefär klotformig, extremiteterna är korta och ögonen är stora. På ovansidan förekommer varierande mönster i börkbrun och gul. Honor är större än hannar.
Utbredningsområdet ligger i västra Sydafrika nära Atlanten och kanske i angränsande regioner av Namibia. Exemplaren vistas i låglandet. Habitatet utgörs av sanddyner och andra sandiga regioner med gräs och några buskar. Hos Breviceps namaquensis utvecklas det färdiga groddjuret i ägget. Exemplaren syns vanligen under regntider på marken. Under torra perioder gräver de in sig med sina kraftiga bakfötter. De kan stanna flera månader i gömstället. Hos liknande groddjur bildar hannar vid parningen en klibbig vätska vid bröstet. Honor är för stora för amplexus.
Beståndet påverkas regionalt av landskapsförändringar. Hela populationen anses vara stor. IUCN kategoriserar arten globalt som livskraftig.